# Schienenzeppelin
Der Schienenzeppelin war ein 1929 von Franz Kruckenberg konstruierter Eisenbahntriebwagen, der von einem hölzernen Flugzeugpropeller am Heck schiebend angetrieben und vom Konstrukteur selbst als „Flugbahn-Wagen“ bezeichnet wurde. Er stellte mit 230,2 km/h einen Geschwindigkeitsweltrekord auf, der 24 Jahre lang Bestand hatte. Das Schienenfahrzeug wurde nur in einem Exemplar gebaut und 1939 wieder verschrottet. Die Technik setzte sich nicht durch und wurde auch nicht weiter verfolgt.
Ein früherer Luftschrauben-Triebwagen war Walerian Abakowskis Aerowagon.

## Geschichte

### Entwicklung

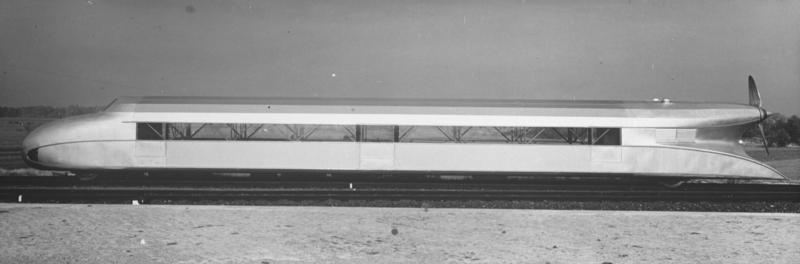
Schienenzeppelin auf der Versuchsstrecke, Oktober 1930

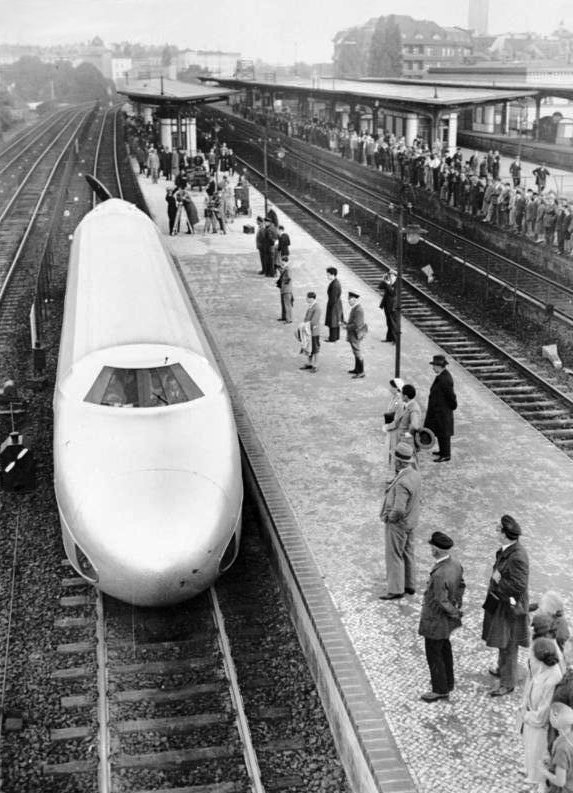
Schienenzeppelin am Spandauer Hauptbahnhof (heute Berlin-Stresow), Juni 1931

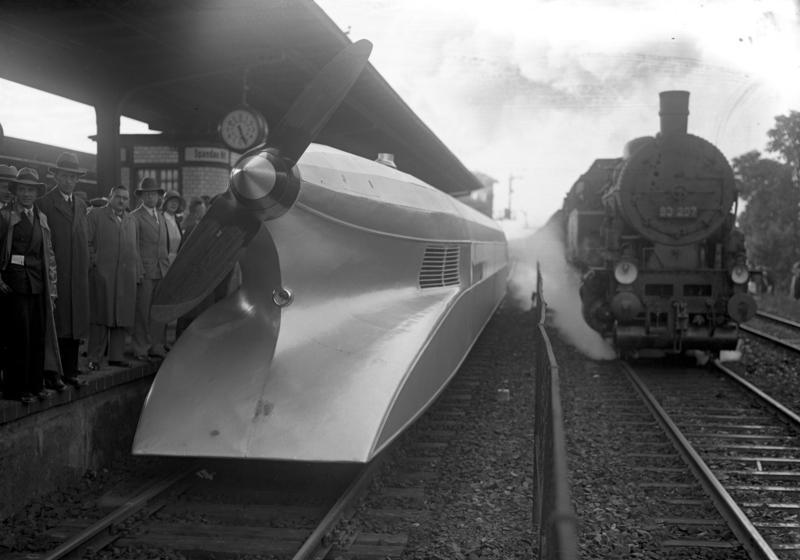
Heckansicht des Schienenzeppelins mit dem Propeller

Der von Franz Kruckenberg konstruierte Schienenzeppelin wurde 1930 im Eisenbahn-Ausbesserungswerk Hannover-Leinhausen gebaut. Bereits am 18. Oktober 1930 wurde der Presse eine Fahrt mit 182 km/h auf der Bahnstrecke Hannover–Celle vorgeführt.

### Rekordfahrten
Am 10. Mai 1931 fuhr der Flugbahn-Wagen zwischen Plockhorst und Lehrte erstmals schneller als 200 km/h. Anschließend wurde der Wagen in ganz Deutschland gezeigt.
Am 21. Juni 1931 befuhr das Fahrzeug in 98 Minuten (von 3:27 Uhr bis 5:05 Uhr) die 257 km lange Strecke zwischen Hamburg-Bergedorf und dem Lehrter Bahnhof in Berlin – das entspricht einer Durchschnittsgeschwindigkeit von 157,3 km/h. Dabei stellte das von Kruckenberg selbst geführte Fahrzeug zwischen Karstädt und Wittenberge mit einer Spitzengeschwindigkeit von 230,2 km/h einen Geschwindigkeitsweltrekord auf, der 24 Jahre lang Bestand hatte. Der Schienenzeppelin löste damit den bisherigen Geschwindigkeitsrekord des AEG-Drehstrom-Schnellbahnwagen von 210,2 km/h vom 28. Oktober 1903 ab, der auf der Militärbahnstrecke Marienfelde–Zossen erzielt wurde.
Das Fahrzeug war bis 25. Juni 1931 zur Besichtigung am späteren S-Bahnhof Olympiastadion ausgestellt.

### Umbau auf Achsantrieb
Für Kruckenbergs neues Projekt wurde der Triebwagen 1932 umgebaut. Er wurde kurz hinter dem vorderen Laufwerk durchgeschnitten und bekam einen neuen, an den späteren Triebwagen 137 155 angelehnten Kopf mit einem zweiachsigen Drehgestell; die hintere Laufachse blieb erhalten. Im November 1932 war der Umbau abgeschlossen. Der Flugmotor wurde weiterverwendet, das Antriebsmoment aber nunmehr hydraulisch über je zwei Föttinger-Flüssigkeitsgetriebe je Fahrtrichtung auf die Achsen des vorderen Drehgestells übertragen. Anstelle des Propellers wurde eine Spitze aufgesetzt. Anfang 1933 erreichte der Wagen 180 km/h.
Zu Anfang des Jahres 1934 wurde der Wagen letztmals umgebaut und erhielt einen Dieselmotor vom Typ Maybach GO 5. Dies diente der Erprobung des Antriebs des in Vorbereitung befindlichen Triebwagentyps 137 155. Im Juli 1934 fuhr der Wagen letztmals von Berlin nach Hamburg. Er wurde im November 1934 für weitere Versuchsfahrten für 10.000 Reichsmark an die Deutsche Reichsbahn verkauft. Die geplanten Fahrten fanden jedoch nicht statt und der Schienenzeppelin wurde im Reichsbahnausbesserungswerk Berlin-Tempelhof abgestellt. Am 21. März 1939 verfügten die Eisenbahnabteilungen des Reichsbahnverkehrsministeriums, dass der Flugbahn-Wagen umgehend zu verschrotten sei, da der Platz in der Halle für Kohlewagen und Reisezug-Lokomotiven benötigt würde. Da dieser so verrottet war, dass eine museale Erhaltung nicht mehr in Frage kam, wurde er kurz danach verschrottet.

„Während der ‚Schienenzeppelin‘ in der Herstellung war, beschlossen wir, in der Erkenntnis, daß die wirtschaftliche Verwendung eines Propellers erst bei etwa 200 km/h beginnt, das von Professor Föttinger 1908 erfundene Flüssigkeits-Getriebe für Triebwagen zur Einführung zu bringen. Wir waren zu der Überzeugung gelangt, daß es dem mechanischen oder Elektro-Antrieb überlegen sein werde. Im Juni 1930 machten wir Professor Föttinger mit diesem unseren Plan bekannt. In Gemeinschaftsarbeit mit ihm nahmen wir alsbald eine Maschinenanlage von 600 PS in Konstruktion und konnten im April 1932 in unserer eigenen Werkstatt mit deren Herstellung beginnen. Im August 1932 wurde der ‚Schienenzeppelin‘ kurz hinter dem vorderen Laufwerk durchschnitten und der Anbau eines neuen Kopfes mit einem zweiachsigen Laufwerk, die Föttinger-Flüssigkeitsgetriebe für beide Fahrtrichtungen enthaltend, in der eigenen Werkstatt durchgeführt. Mitte November 1932 waren wir mit der erfolgreichen Erprobung des Fahrzeuges mit dem neuartigen Radantrieb fertig. Erst im April 1933 durften wir den Wagen auf Betriebsstrecken der Reichsbahn vorführen. Zwecks Dauererprobung ging er im November 1934 in den Besitz der Reichsbahn über.“

## Konstruktion
Die Verwendung von Spanten und Stringern aus Aluminium, die mit Segeltuch als Fahrzeugaußenhaut überspannt wurden, ermöglichte die geringe Leermasse von nur 18,6 t.
Der zweiachsige Wagen war 25,85 m lang und hatte einen Achsstand von 19,6 m. Eine Zwei- oder Vierblattluftschraube aus Eschenholz wurde von einem im Heck sitzenden Zwölfzylinder-Flugmotor des Typs BMW VI mit einer Leistung von 500 PS (368 kW) angetrieben. Als Kraftstoff diente Motorenbenzin mit mindestens 87 Oktan. Der Motor und die Antriebswelle waren um 7 Grad nach oben geneigt, um das Fahrzeug auf das Gleis zu drücken. Die Zweiblattluftschraube wurde verwendet, da diese bei Schnellfahrten für höhere Drehzahlen besser geeignet schien.
Für die Fahrten von 1930 mit der Vierblattluftschraube wurden je 100 Kilometer 60 Liter Treibstoff benötigt.

## Nachteile
Ein Nachteil des Schienenzeppelins bestand darin, dass er nur als Einzelfahrzeug genutzt werden konnte und eine Zugbildung nicht möglich war. Damit waren Anpassungen an unterschiedliches Reiseaufkommen nicht gegeben. Seine wesentlich höhere Geschwindigkeit machte es zudem schwierig, den Triebwagen sinnvoll auf Strecken einzusetzen, die gleichzeitig von anderen Zügen benutzt wurden. Für Rangierfahrten war ein von Batterien gespeister Hilfsantrieb notwendig. Rückwärtsfahrten waren mit dem Festpropeller gar nicht möglich; der Schienenzeppelin war somit ein funktionelles Einrichtungsfahrzeug und benötigte Drehscheiben oder Gleisdreiecke zum Wenden. Standen sie nicht zur Verfügung, waren teilweise lange und umständliche Drehfahrten nötig. Sicherheitskritisch für Fahrgäste auf den Bahnsteigen (auch bei Durchfahrten) und Passanten, beispielsweise an Bahnübergängen, waren außerdem die starke Strömung des Propellers und die Gefahr des Aufwirbelns von Steinen. Diese Nachteile trugen dazu bei, dass das Projekt nicht über das Versuchsstadium hinaus kam.

## Modelle
Mehrere Hersteller fertigten Modelle des Schienenzeppelins. Aufnahmen des echten Schienenzeppelins in Fahrt und des Märklin-Modells wurden in dem Musikvideo Trans Europa Express der deutschen Band Kraftwerk verwendet. Auf der Single war das Modell des Schienenzeppelins ebenfalls abgebildet.
Maßstäbliche Modelle des Schienenzeppelins könnten allerdings nicht die bei Modellbahnen typischen engen Radien befahren, da er zumindest in der Urversion keine Drehgestelle hatte und die Radsätze verkanten würden. Selbst das Vorbild litt bereits unter diesem Problem und hatte eine manuell radial einstellbare vordere Laufachse. Fahrfähige Modelle sind daher meist entweder sowohl bei der Gesamtlänge als auch beim Achsstand deutlich verkürzt oder sie laufen vorbildwidrig auf zwei Drehgestellen. Die Modelle der Nenngröße 0, der Nenngröße H0 und der Nenngröße Z von Märklin erhielten einen drehenden Propeller.

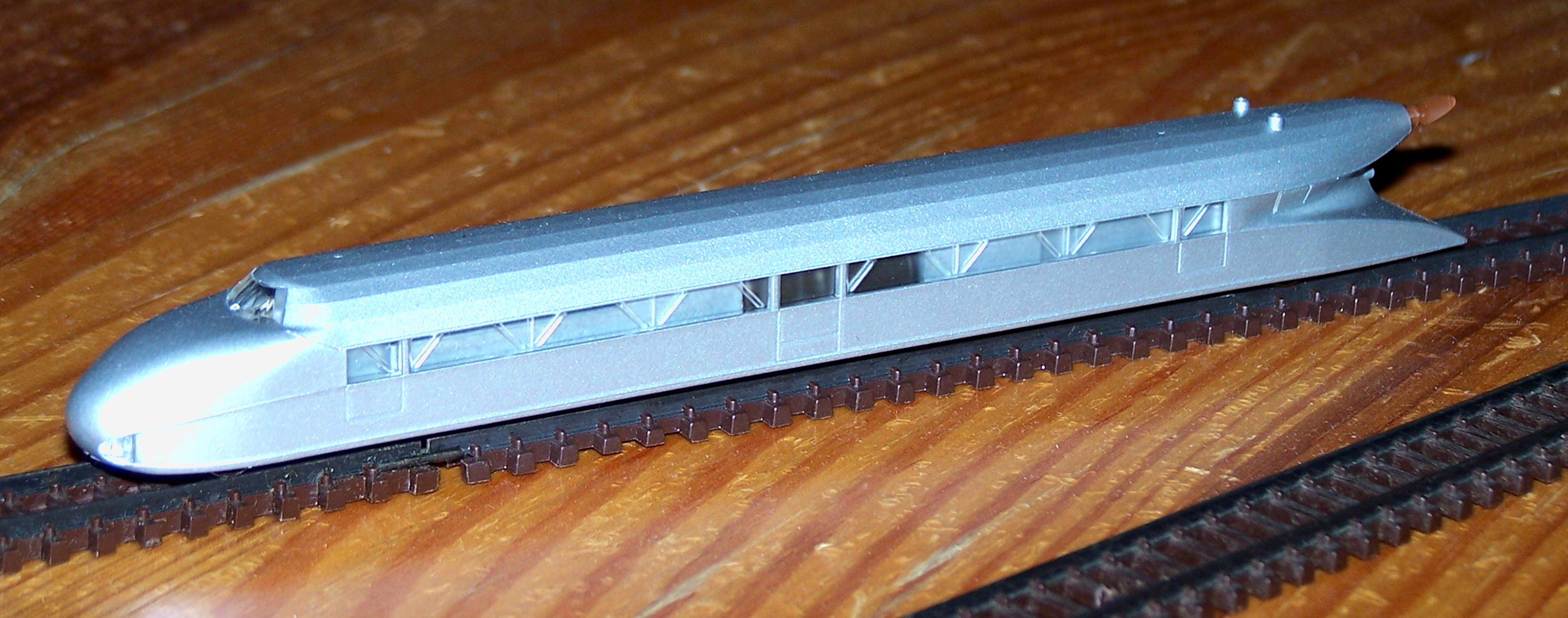
Modell in Nenngröße N
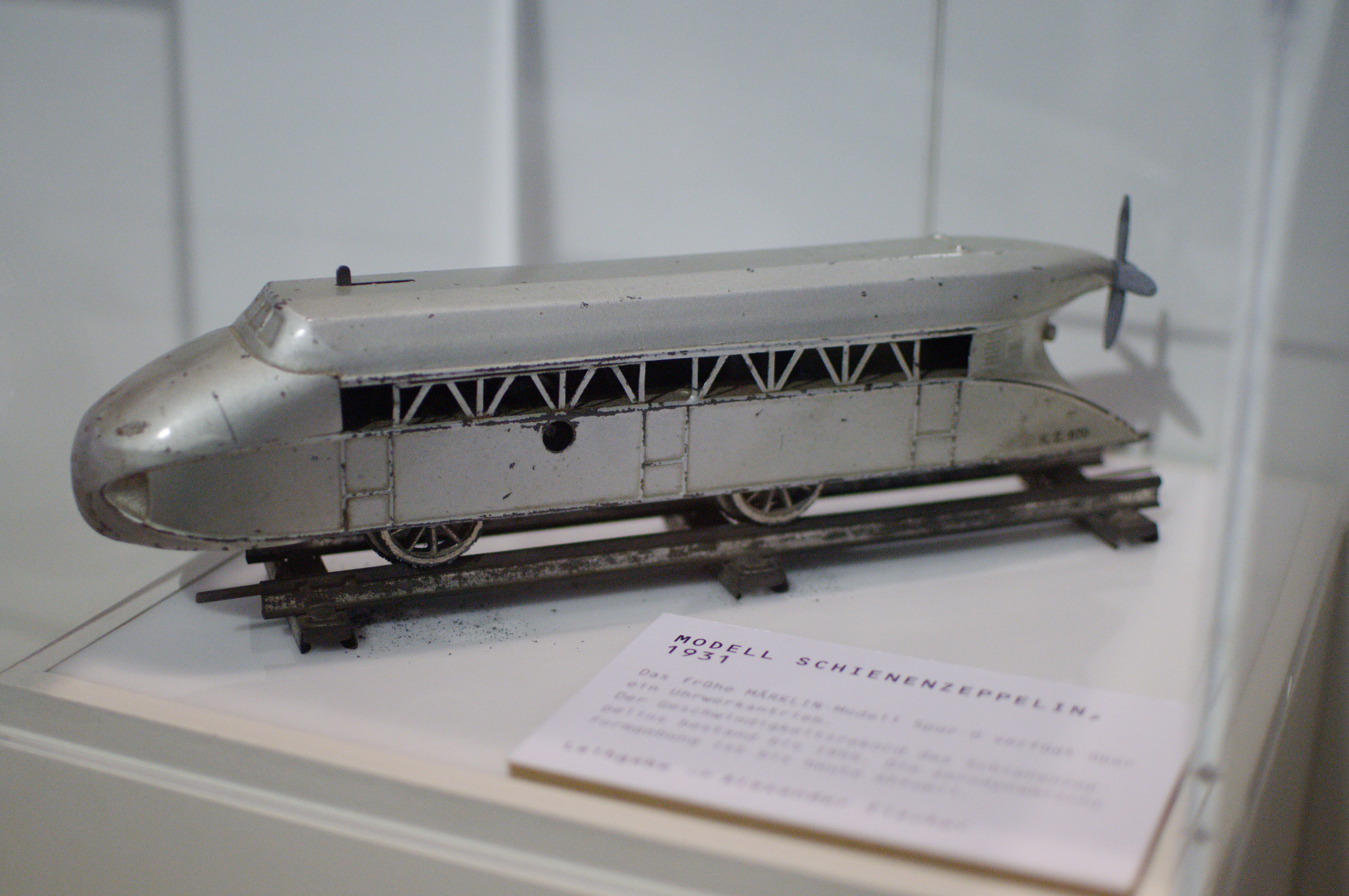
Modell aus dem Jahre 1931 im Aeronauticum in Nordholz
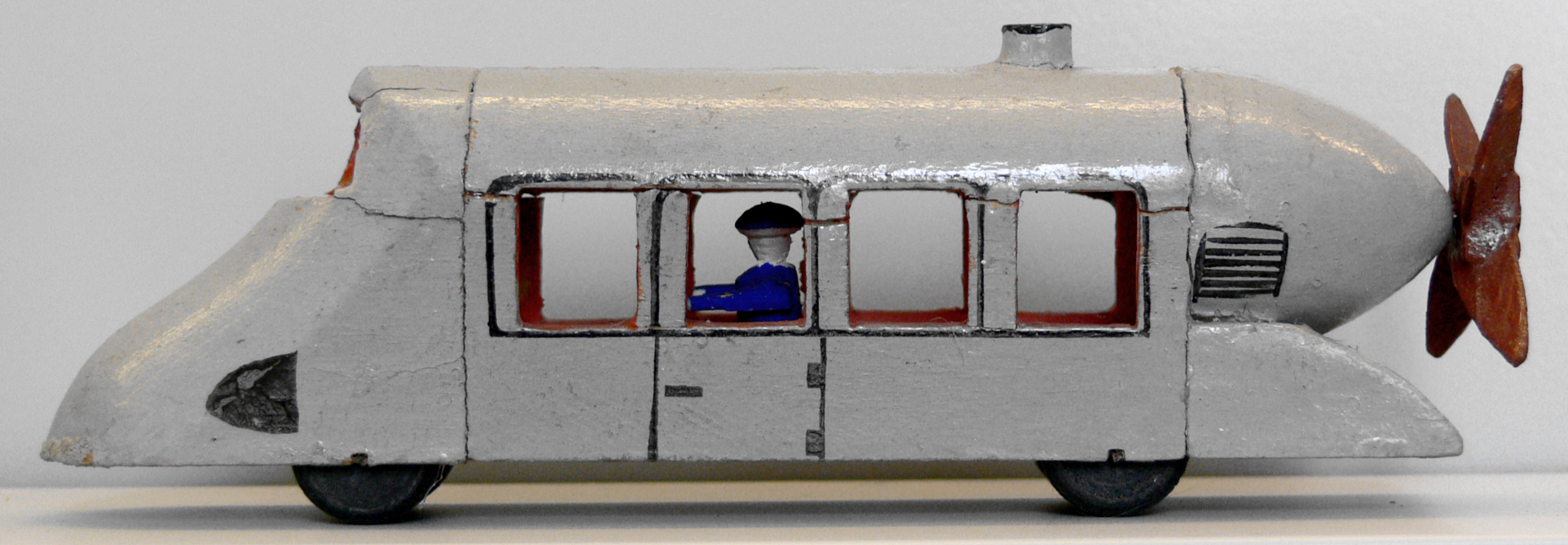
Zeitgenössisches Holzspielzeug aus dem Erzgebirge
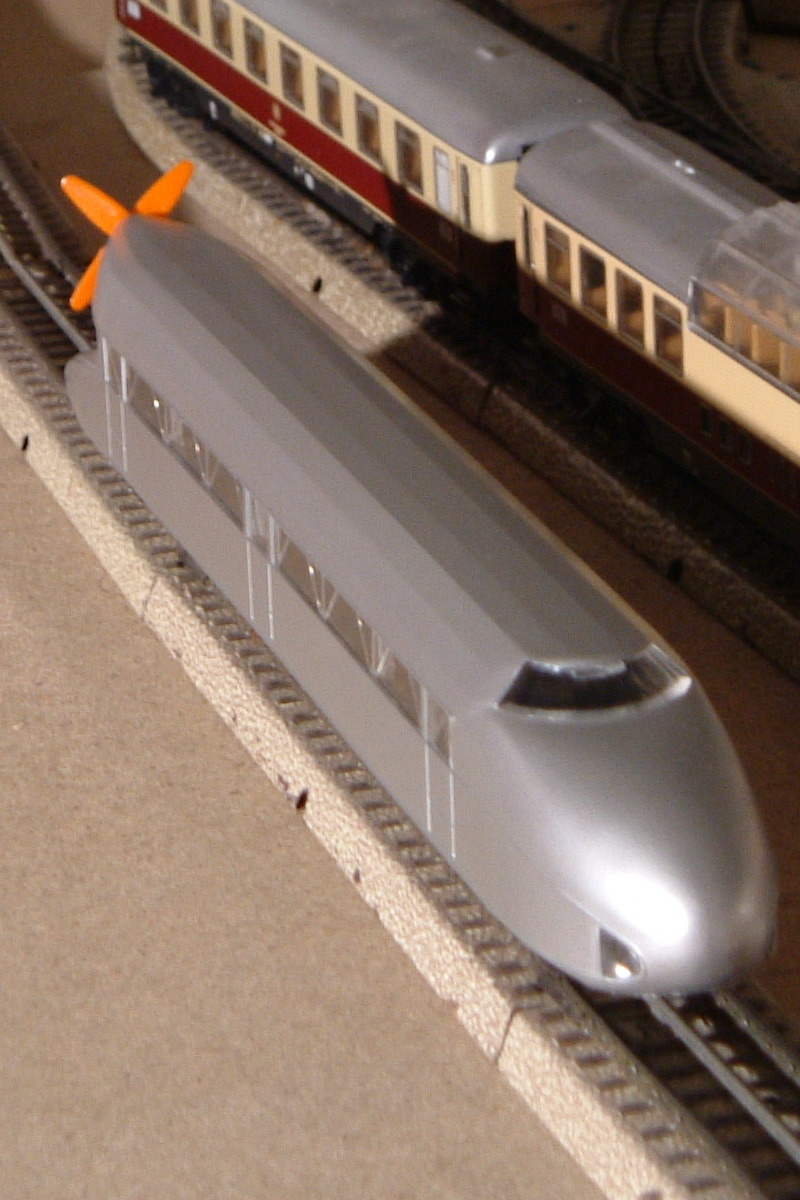
Märklin (Nenngröße H0)
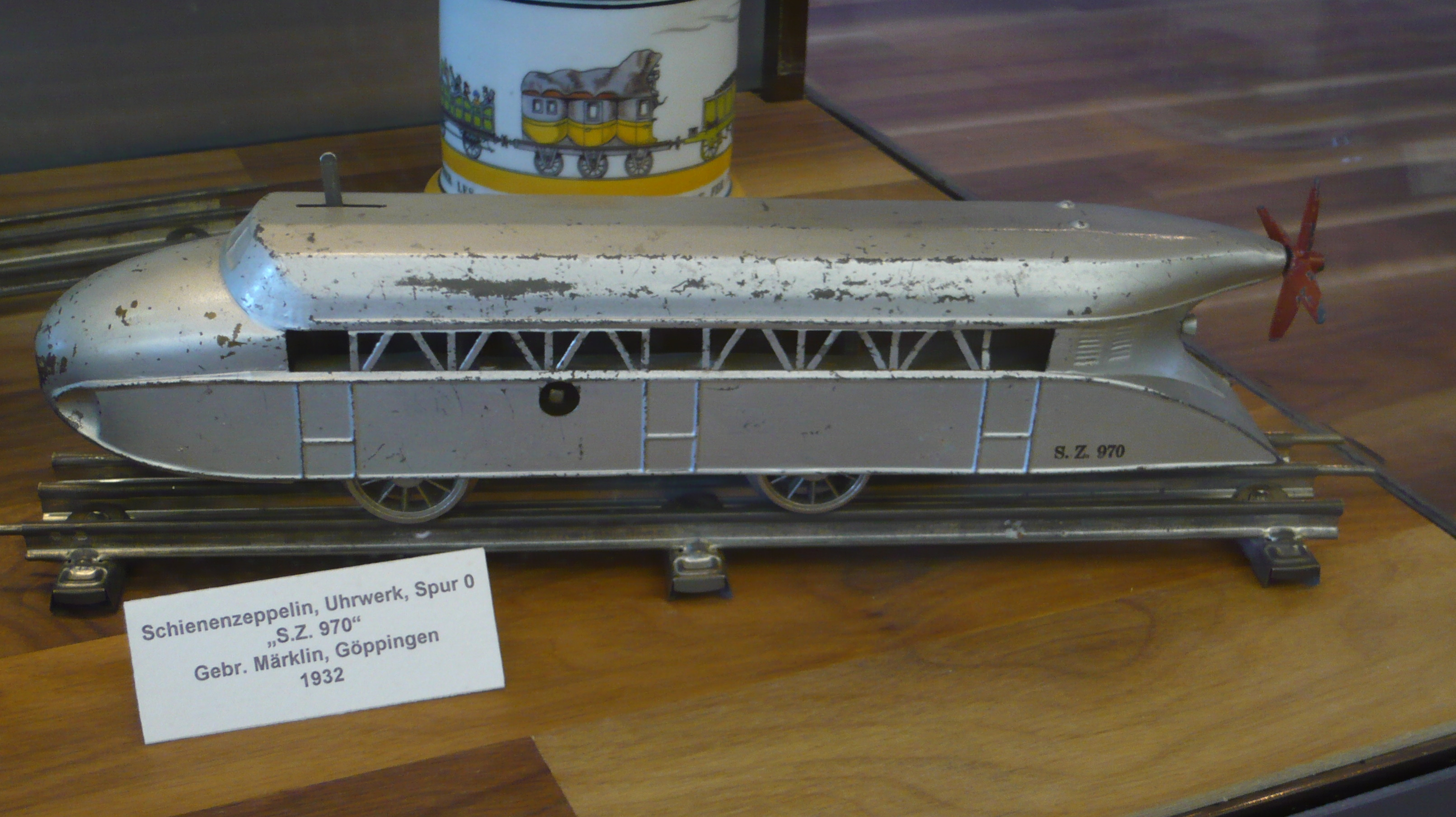
Märklin-Spur-0-Federwerk-Modell
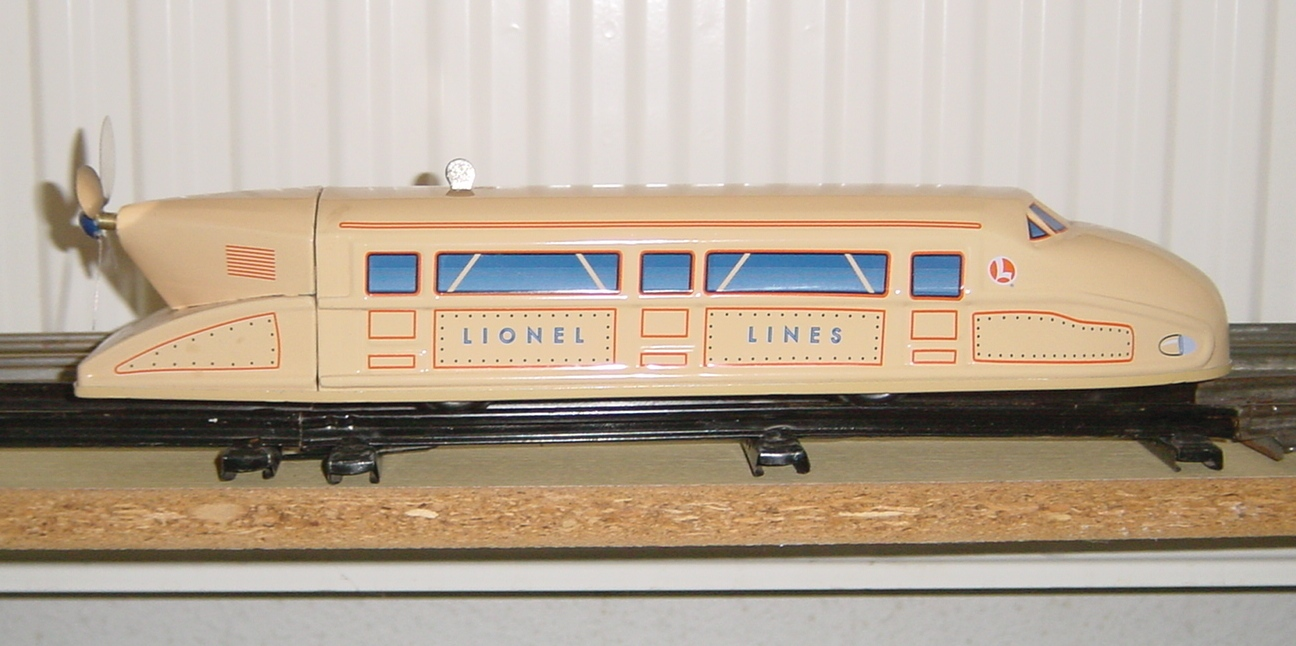
Lionel-Modell, Spur 0